# Antonio Galeazzo
Antonio Galeazzo (Padova, 15 febbraio 1959) è un ex rugbista a 15 e allenatore di rugby a 15 italiano.

## Biografia
Fece parte, insieme ad Artuso, Farina e Gardin, del pacchetto di mischia del Petrarca degli anni ottanta che si impose a più riprese in ambito nazionale e fornì numerosi giocatori all'Italia.
Esordì in ambito internazionale a Mantova in Coppa FIRA 1984-85 contro la Spagna e, successivamente, prese parte anche alla Coppa del Mondo di rugby 1987 in Australia e Nuova Zelanda, scendendo in campo contro l'Argentina.
Disputò il suo ultimo incontro in azzurro più tardi nell'anno, a novembre contro l'Unione Sovietica.
Dal 2010 allena il Padova 555, formazione di serie C regionale veneta e dal 2012 è tornato anche al suo Petrarca, allenando le squadre giovanili del celebre sodalizio padovano.
Dal settembre 2015 allena la squadra Under-12 del Rugby Piazzola, partecipante ai concentramenti organizzati dal Comitato Regionale Veneto.

## Palmarès
- Campionati italiani: 5
Petrarca: 1979-1980, 1983-84, 1984-85, 1985-86, 1986-87
- Coppe Italia: 1
Petrarca: 1981-82